# Phyllotis definitus
Phyllotis definitus es una especie de roedor de la familia Cricetidae.

## Distribución geográfica
Se encuentra sólo en Perú.